# Sea of Sorrow
«Sea of Sorrow» es una canción del grupo de grunge estadounidense Alice in Chains, presentado en su álbum debut Facelift (1990). La canción estuvo incluida en el álbum recopilatorio The Essential Alice in Chains (2006). Una versión del demo de la canción fue incluida en el Music Bank (1999).

## Lanzamiento y recepción
"Sea of Sorrow" alcanzó el número 27 en la cartelera Billboard Mainstream Rock Tracks. "Sea of Sorrow" se convirtió en un moderado éxito y es ocasionalmente puesto en algunas emisoras de rock.
Ned Raggett de AllMusic dijo que la canción "mostró que incluso un grupo bastante joven como Alice in Chains quiso jugar con las expectativas del público al menos un poco" y que "casi cada miembro tiene un pequeño momento de su estilo en la canción."

## Video musical
Para este tema, se crearon dos videoclips. En ambos vídeos, se cortan aproximadamente dos minutos de la canción. La segunda parte del solo de guitarra de Jerry Cantrell está eliminado, justo cuando llega al segundo verso.

### Vídeo original
La primera versión estuvo dirigida por Paul Rachman, quién anteriormente había dirigido el videoclip de "Man in the Box". El primero (que finalmente fue descartado) es una versión a color en donde se muestra a la banda tocando bajo luces multicolores. El vídeo salió disponible junto al álbum Live Facelift.

### Vídeo oficial
La segunda versión, dirigida por Martyn Atkins, vio la luz por decisión de los miembros de la banda y en esta se les muestra en segmentos en blanco y negro.

## Rendimientos vivos
La versión en vivo de «Sea of Sorrow» está incluido en Live Facelift.

## Canciones
| N.º | Título                 | Duración |  |
| 1.  | «Sea of Sorrow (edit)» | 4:34     |  |
| 2.  | «Sea of Sorrow»        | 5:49     |  |

## Personal
- Layne Staley – voz
- Jerry Cantrell – guitarra, coros
- Mike Starr – bajo
- Sean Kinney – batería, percusión, piano

## Posicionamiento
| Listas (1991)                  | Posición |
| ------------------------------ | -------- |
| US Billboard Album Rock Tracks | 27       |